# Jati Mulyo (Pegajahan)
Jati Mulyo is een bestuurslaag in het regentschap Serdang Bedagai van de provincie Noord-Sumatra, Indonesië. Jati Mulyo telt 2706 inwoners (volkstelling 2010).